# François Darlan

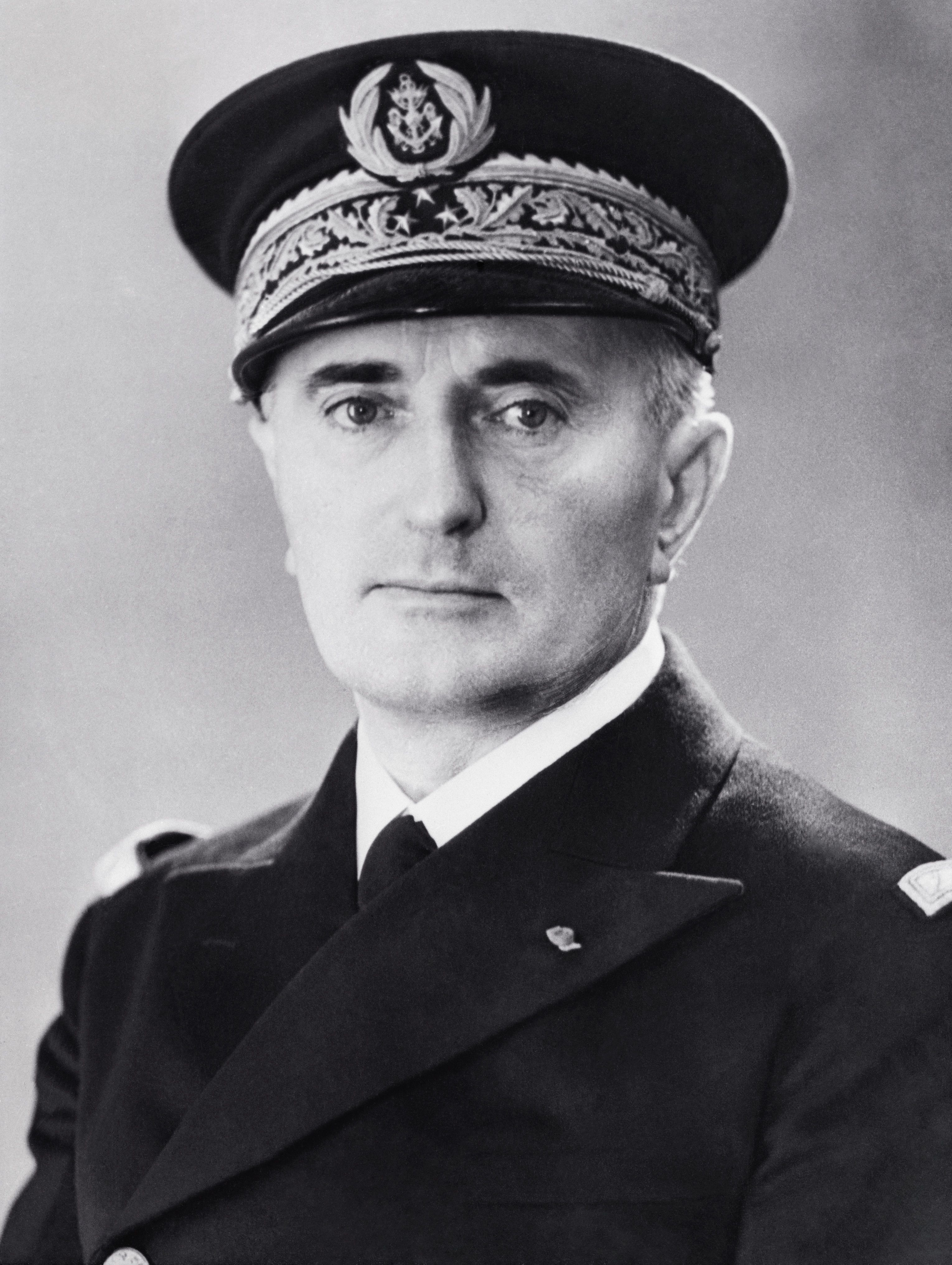
François Darlan (1940)

Jean Louis Xavier François Darlan (* 7. August 1881 in Nérac, Département Lot-et-Garonne; † 24. Dezember 1942 in Algier, Französisch-Nordafrika) war ein französischer Admiral und Politiker. Er bekleidete in der Zeit des Vichy-Regimes wichtige politische und militärische Ämter.

## Karriere in der französischen Marine
François Darlan entstammte einer angesehenen Familie aus Nérac, die eine lange Verbindung zur französischen Marine hatte. Sein Vater Jean-Baptiste Darlan war Abgeordneter der Nationalversammlung für das Département Lot-et-Garonne und bekleidete 1896/97 das Amt des Justizministers.
Zwischen 1899 und 1902 wurde Darlan an der Marineschule (École Navale) in Lanvéoc ausgebildet und diente zeitweilig im Fernen Osten. Während des Ersten Weltkriegs kommandierte er eine landgestützte Marinebatterie und kämpfte 1916 in der Schlacht um Verdun. Nach Kriegsende befehligte Darlan das Schulschiff Jeanne d’Arc und ab 1926 den Panzerkreuzer Edgar Quinet im Rang eines Kapitäns zur See.
Durch seinen Patenonkel Georges Leygues, langjähriger Marineminister, erfuhr Darlans Karriere einen raschen Aufstieg. 1929 wurde er zu Leygues' Kabinettschef ernannt sowie zum Konteradmiral befördert und vertrat Frankreich 1930 während des Londoner Flottenvertrages. 1932 erhielt Darlan die Ernennung zum Vizeadmiral und zwei Jahre später das Kommando über das französische Atlantikgeschwader in Brest. Am 1. Januar 1937 wurde Darlan Generalstabschef der Marine und zum Admiral befördert. Er nutzte seine politischen Kontakte, um erfolgreich für eine Aufrüstung der Marine zu werben und der wachsenden Bedrohung durch die deutsche Kriegsmarine sowie der italienischen Marina Militare zu begegnen.
Um seine Ebenbürtigkeit mit dem Ersten Seelord der Royal Navy zu betonen, erhielt Darlan am 6. Juni 1939 die Ernennung zum Flottenadmiral (Amiral de la Flotte), der eigens für ihn geschaffen worden war.

## Rolle im Zweiten Weltkrieg und innerhalb des Vichy-Regimes

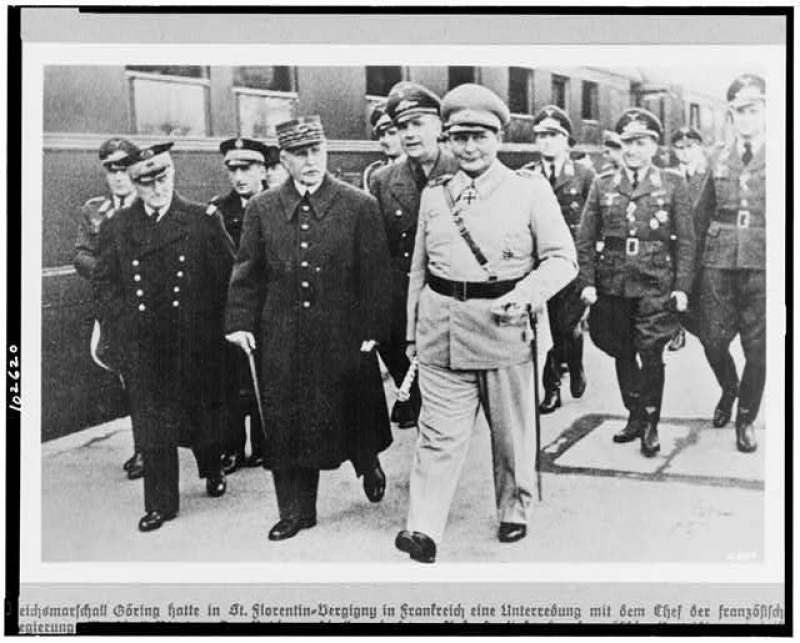
Reichsmarschall Hermann Göring (rechts) mit Marschall Philippe Pétain (Mitte) und François Darlan (links) bei Gesprächen in St. Florentin-Vergigny (1941)

Im Juni 1940 gehörte Darlan zu den Offizieren, die den Kampf Frankreichs gegen das nationalsozialistische Deutschland nicht fortsetzen wollten. Mit deutschen Militärs handelte er den Waffenstillstand von Compiègne vom 22. Juni 1940 aus. Demzufolge hatte Frankreich Deutschland drei Militärbasen zu übergeben: jeweils eine in Syrien, Bizerta (im heutigen Tunesien) und Dakar in Französisch-Westafrika. Die französische Armee ging überwiegend in deutsche Kriegsgefangenschaft, lediglich eine 100.000 Mann starke „Waffenstillstandsarmee“ hatte an der Seite Deutschlands zu kämpfen, um die freien französischen Kolonien zu besetzen. Des Weiteren hatte der unter Darlans persönlichem Kommando stehende Marinegeheimdienst „Service de Renseignement Marine“ der deutschen Kriegsmarine Informationen über alliierte Schiffsbewegungen zu liefern.
Im Vichy-Regime von Staatschef Pétain wurde Darlan Minister der Handels- und Kriegsmarine sowie Vizepräsident des Staatsrats mit dem Haushalt für Innen- und Außenministerium. Er befahl die Masse der französischen Mittelmeerflotte nach Nordafrika. Ein Teil dieser Flotte, mit ca. 1300 Marineangehörigen an Bord, wurde jedoch von der Royal Navy in der Operation Catapult am 3. Juli in Mers-el-Kébir versenkt, damit sie den Deutschen nicht in die Hände fiele.
Im Dezember 1940 ersetzte Darlan Pierre Laval als Regierungschef und übernahm gleichzeitig Außen-, Innen- und Kriegsministerium. Darlan schuf das Generalkommissariat für die „Judenfrage“ und verkündete im Juni 1941 das zweite „Judenstatut“. Bis zum April 1942 leitete er die Regierung und musste dann auf Druck Adolf Hitlers zurücktreten. Er blieb aber designierter Nachfolger des Staatschefs Pétain und Oberkommandierender aller französischen Streitkräfte des Vichy-Regimes.

## Gefangennahme in Algier, weiterbestehender Einfluss
Am 7. November 1942 wurde Darlan nach Algier gerufen, um seinem in Lebensgefahr schwebenden Sohn beizustehen, der im Hospital Maillot in der Eisernen Lunge lag. Nach der Landung der Alliierten in Nordafrika am 8. November (Operation Torch) wurde er zusammen mit General Alphonse Juin, dem befehlshabenden vichy-französischen Kommandanten für Französisch-Nordafrika, durch Schüler des Lycée Ben Aknoun festgenommen. Darlan gelang allerdings – befreit durch die Garde mobile – die Rückkehr zur Admiralität, der er Widerstand gegen die Alliierten befahl. Er sandte am folgenden Morgen ein Telegramm nach Vichy, in dem er ein Bombardement der alliierten Truppentransporte im Raum Algier durch die deutsche Luftwaffe forderte. Am Abend kapitulierte er allerdings für Algier. Am 10. November 1942 befahlen Darlan und Juin unter dem Druck der US-Generäle Mark W. Clark und Dwight D. Eisenhower die Feuereinstellung in Oran und am 11. November in Marokko. Daraufhin wurde er von Pétain für abgesetzt erklärt.  An diesem Tag besetzten zwei Armeen der Wehrmacht große Teile der „Freien Zone“ Vichy-Frankreichs (Unternehmen Anton), die italienische 4. Armee besetzte die Côte d’Azur und eine italienische Division landete auf der Insel Korsika. Darlan unterschrieb am 13. November die Bedingungen des „Abkommens Clark-Darlan“.
Nach einer Debatte mit General Charles Noguès proklamierte sich Darlan am 14. November zum „Hochkommissar“ in Französisch-Afrika, im Namen des „verhinderten Marschalls“ und unter Berufung auf den vierten Teil der Konstitutionsakte, der ihn zum designierten Nachfolger von Marschall Pétain erklärte (siehe auch: Vichy-Regime im befreiten Afrika 1942 bis 1943). Im Einverständnis mit General Eisenhower setzte er das im Mutterland faktisch entmachtete Vichy-Regime fort, unterstützt von einem Conseil Impérial („Reichsrat“), dem er die französischen Territorien und Streitkräfte in Nordafrika und im französischen Westafrika unterstellte. Dies erbitterte Charles de Gaulle, seit 1940 von London aus Kommandant der Streitkräfte der France libre, des „Freien Frankreich“ an der Seite der Alliierten, und bestätigte dessen Abneigung gegen die USA.
Nach einem erneuten Zusammentreffen seines Hochkommissariats mit dem Alliierten Kommando entschied sich Darlan am 14. November, mit den ihm unterstehenden Streitkräften in den Krieg gegen Hitler-Deutschland einzutreten. Die Mehrzahl französischer Truppen in Afrika folgte seinem Befehl, aber einige Einheiten schlossen sich den deutschen Truppen im heutigen Tunesien an. Die Admiralität des Vichy-Regimes ordnete am 27. November 1942 die Selbstversenkung der verbliebenen Flotte im Hafen von Toulon an, um den Deutschen deren Übernahme zu verwehren. Andererseits hielt Darlan die Diskriminierungsgesetze Pétains gegen die Juden aufrecht und die Opfer des Vichy-Regimes in den Konzentrationslagern in Algeriens Süden weiter gefangen. Forderungen nach Demokratisierung oder Emanzipation der muslimischen Bevölkerung Algeriens erteilte er eine Absage.

## Attentat
Am 24. Dezember 1942 fiel Darlan in seinem Hauptquartier in Algier einem Attentat des Studenten Fernand Bonnier de La Chapelle zum Opfer. Er wurde von zwei Kugeln getroffen und erlag einige Stunden später seinen Verletzungen. Der Attentäter gehörte monarchistischen Kreisen an und arbeitete mit gaullistischen Widerstandsgruppen zusammen. Die näheren Hintergründe des Attentats bleiben unklar. Nach Auffassung des Historikers Johannes Willms dürfte der damals im Londoner Exil lebende Charles de Gaulle vom Attentat auf Darlan mindestens gewusst haben. Auch habe de Gaulle die Tötung Darlans wohlwollend aufgenommen.
Der Attentäter La Chapelle wurde am 26. Dezember 1942 hingerichtet. Dwight D. Eisenhower verhinderte die Hinrichtung nicht, da er den Mord als kriminelle und nicht als politisch motivierte Tat betrachtete.
Am 21. Dezember 1945 rehabilitierte die Revisionskammer des Appellationsgerichts in Algier postum La Chapelle und kassierte das Todesurteil. Die Tat sei, so die Begründung, im Interesse der Befreiung Frankreichs geschehen („dans l’intérêt de la libération de la France“).